# Oriol Gómez

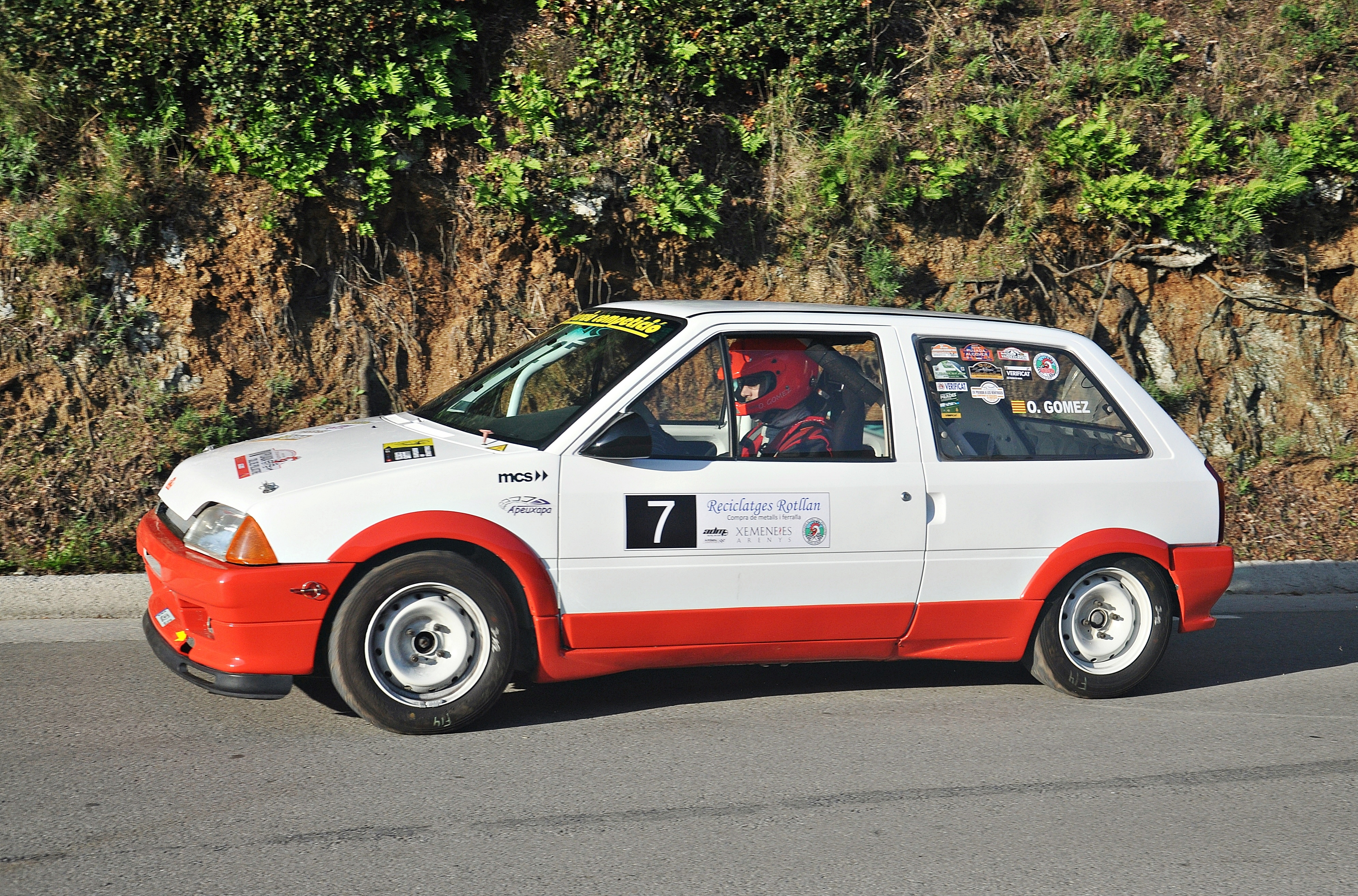
es un carro clásico

Oriol Gómez Marco (1 de julio de 1968, Santa Coloma de Gramanet) es un piloto español de rallyes, destacado en el panorama nacional durante la década de 1990. Además de ganar el Campeonato de España de rallyes sobre asfalto en 1994, los años siguientes competiría en el Campeonato del Mundo de Rally con SEAT y continuaría posteriormente disputando pruebas del Campeonato de España hasta su retirada. Gómez fue uno de los grandes referentes del automovilismo nacional en la década de los noventa, logrando junto a Martí ganar el Desafío Peugeot en 1992, el título del Nacional de Asfalto en 1994 y siendo piloto de Renault antes de fichar por SEAT, siendo uno de los pilotos que llevó el Ibiza Kit Car en el Mundial de Rallyes. Gómez logró varias victorias entre los Kit Car, colaborando a que SEAT consiguiera el título de marcas en la F2 en 1997 y 1998, firmando un triplete después del que obtuvo en 1996.

## Trayectoria

### Comienzos
Su debut en automovilismo tuvo lugar en los certámenes regionales de Cataluña en 1987, a bordo de un Suzuki Swift. Algunos años después acabaría venciendo, con un Peugeot 205 Rallye, el Volant RACC catalán, copa-trampolín de las jóvenes promesas catalanas a nivel nacional.

### Salto al nacional
En 1992 daría el salto hacia las categorías nacionales, junto a su copiloto Marc Martí, que posteriormente acompañaría a pilotos de la talla de Jesús Puras, Carlos Sainz o Daniel Sordo. Su primera temporada en el Desafío Peugeot, a bordo de un Peugeot 309 GTI 16v, sería tremendamente exitosa, venciendo la copa monomarca de Peugeot y proclamándose a la vez ganador de la categoría de Grupo N del nacional español de rallyes sobre asfalto.
Como premio a la prometedora actuación de su primera temporada nacional, en 1993 correría como piloto oficial de Peugeot con el nuevo Peugeot 106 XSI Gr.A, obteniendo brillantes resultados por detrás de los más potentes coches oficiales F2 (Grupo A de 2 litros), sobre todo cuando las condiciones de los estrechos tramos de las pruebas del Norte se complicaban, como sucedió en el Rallye Caja-Cantabria donde incluso obtendría su primer scratch absoluto en un tramo cronometrado del Campeonato de España.
La continuidad de su meritoria actuación le llevan a progresar un escalón más en el panorama español de rallyes, con su fichaje de cara a 1994 por Renault-España. A bordo de un Renault Clio Williams Gr.A. Esta temporada 1994 fue muy satisfactoria para Oriol Gómez, al lograr hasta 6 victorias, y el título absoluto de Campeón de España de Rallyes de Asfalto, por delante de pilotos como Luis Climent, Josep María Bardolet o Daniel Alonso. 
En 1995 la racha ascendente del joven piloto catalán se ve truncada ante el regreso de Jesús Puras al campeonato nacional. El piloto santanderino, a bordo de su Citroën ZX oficial acabaría el año como ganador del campeonato nacional, siendo Oriol Gómez subcampeón, quien desarrolla su mejor actuación en el Rally España-Catalunya-Costa Brava consiguiendo con su modesta montura un séptimo puesto absoluto en una prueba mundialista.
Para 1996, Oriol Gómez continúa en Renault, corriendo el nacional con el nuevo Renault Maxi Mégane, de la nueva categoría Kit Car. Estos vehículos no puntúan para el Campeonato de España, por lo que su labor se centraría en el desarrollo y puesta a punto del coche, participando además en dos citas del mundial de rallyes: el Rally Tour de Corse (abandono por accidente, debido a un despiste provocado por un helicóptero), además del Rally España-Catalunya-Costa Brava, donde un año más vuelve a brillar a gran altura, tras obtener la octava posición final, retrasado ligeramente por un pinchazo en la segunda etapa.

### Al mundial de rallyes
Las prometedoras actuaciones de Oriol Gómez no pasaron despaercibidas en la máxima categoría de la disciplina, por lo que para el año 1997 pasó a formar parte del equipo mundialista de SEAT, donde conducirá un Seat Ibiza Kit Car junto al finlandés Harri Rovanperä, luchando por renovar para SEAT el título de la categoría F2 del mundial de rallyes. El equipo cumple de forma holgada este objetivo, dominando las citas sobre tierra y mostrando más problemas en las pruebas de asfalto, donde los coches españoles eran claramente superados por los vehículos de las marcas francesas Renault y Peugeot.
De cara a 1998 el piloto de Santa Coloma de Gramanet cuenta con el mismo objetivo que la temporada anterior, en el seno del equipo SEAT Sport, además de vislumbrar el nuevo reto de desarrollar el Seat Córdoba WRC. El dominio de SEAT en la categoría F2 es abrumador, lo que permite al equipo hacer debutar en el Rallye de Finlandia (agosto de 1998) el nuevo Córdoba WRC, en manos del propio Oriol Gómez y de su compañero Harri Rovanperä. La actuación de Oriol fue correcta, hasta el momento en que desde su equipo le dieron orden de forzar los límites del nuevo vehículo, abandonando por salida de carretera. La temporada finalizaría de forma sombría para Oriol, que no volvería a disfrutar en más pruebas del Córdoba WRC, abandonando por la puerta de atrás el equipo mundialista SEAT.

### Regreso al nacional y retirada
Oriol vuelve en 1999 al equipo oficial Renault España, retomando el volante del Renault Maxi Megane en el Campeonato de España de rallyes sobre asfalto. A su derecha llevaría de entonces en adelante al copiloto catalán Oriol Julià. No obstante, el nivel de competitividad del certamen había aumentado, y el coche de la marca del rombo era inferior a sus rivales directos (Peugeot 306 Maxi y Citroën Xsara Kit Car), por lo que Oriol nunca estuvo en condiciones de luchar por la victoria, a pesar de lo cual hizo disfrutar a los aficionados con su espectacular conducción.
A partir del año 2000 Oriol Gómez realiza tan sólo participaciones esporádicas en pruebas del Campeonato del Mundo a bordo de coches de la categoría de Grupo N, así como algunas pruebas nacionales. Poco a poco su implicación en el automovilismo pierde fuerza, aunque aún en 2003 y 2004 disputa pruebas del Campeonato de España de Rally de Tierra con un Subaru Impreza oficial, obteniendo incluso la victoria en una prueba celebrada en Madrid en 2004.

## Resultados

### Campeonato Mundial de Rally
| Año  | Equipo                      | Automóvil                    | 1       | 2      | 3       | 4      | 5       | 6      | 7      | 8      | 9      | 10      | 11  | 12      | 13     | 14      | 15  | 16  | Posic. | Puntos |
| ---- | --------------------------- | ---------------------------- | ------- | ------ | ------- | ------ | ------- | ------ | ------ | ------ | ------ | ------- | --- | ------- | ------ | ------- | --- | --- | ------ | ------ |
| 1992 | Gamace MC Competición       | Peugeot 309 GTI              | MON     | SWE    | POR     | SAF    | COR     | GRE    | NZL    | ARG    | FIN    | AUS     | SRM | CDM     | ESP 21 | GBR     |     |     | -      | 0      |
| 1993 | Peugeot Talbot Sport España | Peugeot 106 XSI              | MON     | SWE    | POR     | SAF    | COR     | GRE    | ARG    | NZL    | FIN    | AUS     | SRM | ESP 10  | GBR    |         |     |     | 65     | 1      |
| 1995 | Renault Competición         | Renault Clio Williams        | MON     | SWE    | POR     | COR    | NZL     | AUS    | ESP 7  | GBR    |        |         |     |         |        |         |     |     | 14.º   | 4      |
| 1996 | Renault Sport España        | Renault Mégane Maxi          | SWE     | SAF    | IND     | GRE    | ARG     | FIN    | AUS    | SRM    | ESP 8  |         |     |         |        |         |     |     | 27.º   | 3      |
| 1997 | Seat Sport                  | Seat Ibiza GTI 16V           | MON 15  | SWE    | SAF     | POR    | ESP Ret | COR    | ARG 9  | GRE 15 | NZL 15 | FIN 23  | IND | ITA Ret | AUS 17 | GBR Ret |     |     | -      | 0      |
| 1998 | Seat Sport                  | Seat Ibiza GTI 16V           | MON Ret | SWE 36 |         |        |         |        |        |        |        |         |     |         |        |         |     |     | -      | 0      |
| 1998 | Seat Sport                  | SEAT Ibiza GTI 16V Evo 2     |         |        | KEN Ret | POR 20 | ESP 15  | COR    | ARG 10 | GRE 16 | NZL    |         |     |         |        |         |     |     | -      | 0      |
| 1998 | Seat Sport                  | SEAT Córdoba WRC             |         |        |         |        |         |        |        |        |        | FIN Ret | SRM | AUS     | GBR    |         |     |     | -      | 0      |
| 1999 | Renault Sport España        | Renault Mégane Maxi          | MON     | SWE    | SAF     | POR    | ESP 8   | COR    | ARG    | GRE    | NZL    | FIN     | CHI | SRM     | AUS    | GBR     |     |     | -      | 0      |
| 2000 | Gamace MC Competición       | Mitsubishi Carisma GT Evo VI | MON     | SWE    | SAF     | POR    | ESP Ret | ARG    | GRE    | NZL    | FIN    | CHI     | COR | SRM     | AUS    | GBR     |     |     | -      | 0      |
| 2006 | Gamace MC Competición       | Subaru Impreza WRX STi       | MON     | SWE    | MEX     | ESP    | FRA     | ARG 20 | ITA    | GRE    | GER    | FIN     | JPN | CYP     | TUR    | AUS     | NZL | GBR | -      | 0      |

### Campeonato de España de Rally
| Año  | Equipo                | Automóvil                | 1       | 2     | 3       | 4       | 5       | 6       | 7       | 8       | 9       | 10      | 11     | 12    | 13  | 14     | Pos. | Puntos |
| ---- | --------------------- | ------------------------ | ------- | ----- | ------- | ------- | ------- | ------- | ------- | ------- | ------- | ------- | ------ | ----- | --- | ------ | ---- | ------ |
| 1990 | Gamace MC Competición | Peugeot 205 Rallye       | CAT Ret | SMO   | CAN Ret | CAJ     | VLL     | OUR     | OSO     | PRA     | CAN     | ECI 25  | VAL    |       |     |        |      |        |
| 1991 | Gamace MC Competición | Peugeot 309 GTI          | CAN     | ECO   | CAN 10  | CAJ 12  | LLA 7   | OUR 11  | OSO 17  | PDA 9   | VAL 7   | CAT     |        |       |     |        | 9.º  | 641    |
| 1992 | Gamace MC Competición | Peugeot 309 GTI          | ECO 6   | ISC   | CAN     | MED 8   | LLA 4   | OSO     | SFR 10  | CER 7   | PDA 5   | OUR Ret | CAT 11 | MAD   |     |        | 7.º  | 621    |
| 1993 | Peugeot Talbot España | Peugeot 106 XSI          | LLA     | CAN 4 | LLA Ret | OUR Ret | FRO 7   | SAG 6   | RBX     | PDA Ret | LIN 2   | CAT 3   | COR    | IDT   |     |        | 6.º  | 615    |
| 1994 | Renault Competición   | Renault Clio Williams    | COI 1   | ADE   | CAJ 1   | SMO 4   | LLA 1   | OUR     | SFR 1   | SAG 1   | PDA 1   | RBX     | CAT 1  | COR   |     |        | 1º   | 1280   |
| 1995 | Renault Competición   | Renault Clio Williams    | ECO 2   | ADE   | CAJ 6   | SMO 1   | LLA 1   | OUR Ret | SAG 2   | PDA Ret | FRO Ret | CAT 1   | COR    |       |     |        | 2.º  | 1061   |
| 1996 | Renault Sport España  | Renault Mégane Maxi      | COI     | ADE   | CAN     | SMO     | LLA Ret | OUR 3   | AVI     | PDA     | FRO     | COR     | CAT    |       |     |        |      |        |
| 1997 | SEAT Sport            | SEAT Ibiza Kit Car       | COI     | ADE   | CAT Ret | SMO     | CAN     | LLA     | OUR     | AVI     | RBX     | PDA     | FRO    | COR   | MAD |        |      |        |
| 1998 | SEAT Sport            | SEAT Ibiza Kit Car Evo2  | ECI     | ADE   | CAT 1   | CAJ     | VLL     | OUR     | AVI     | RBX -   | SFR     | PRI     | COR    | SAL   | MAD |        |      |        |
| 1999 | Renault Sport España  | Renault Mégane Maxi      | ECI Ret | CAT 1 | COR Ret | CAJ     | VLL     | OUR     | AVI Ret | RBX     | PRI Ret | SAL     | ADE    | MAD 4 |     |        |      |        |
| 2000 |                       | Mitsubishi Lancer Evo VI | CAT Ret | ECI   | CAJ     | MED     | VLL     | OUR     | AVI     | RBX     | COR     | PRI     | VEN    | SAL   | TEN | MAD 15 |      |        |